# Ultrametamorfizm

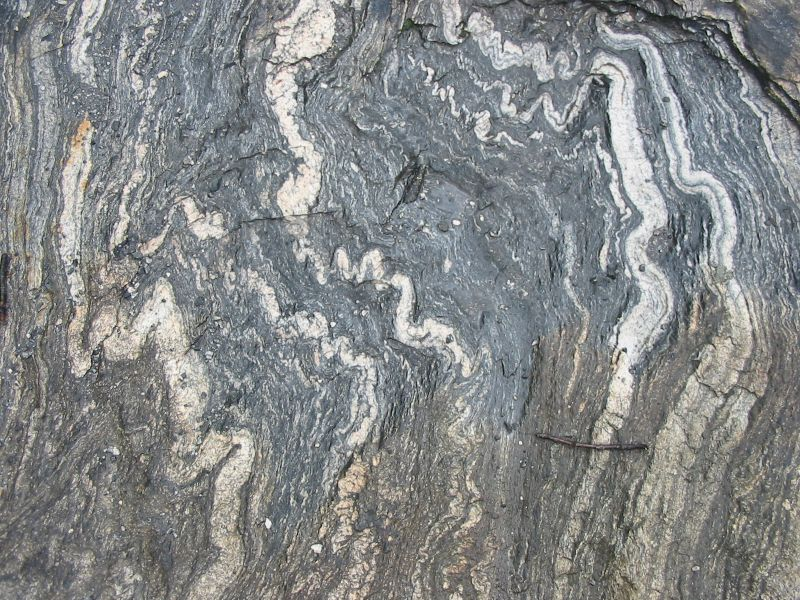
migmatyt

Ultrametamorfizm jest procesem intensywnego metamorfizmu regionalnego zachodzącym na pograniczu magmatyzmu i wyżejległej strefy objętej metamorfizmem katazonalnym. Proces ten prowadzi do upłynnienia łatwo topliwych składników skały i powstania wtórnego stopu magmowego zwanego migmą w jej litych pozostałościach. Stop ten może krystalizować na miejscu lub może być wyciskany przez panujące ciśnienie w wyższe poziomy skorupy ziemskiej. Uważa się, że ultrametamorfizm zachodzi najczęściej na znacznych głębokościach (kilka do kilkudziesięciu kilometrów) w przedziale temperaturowym ok. 600-700 oC i przy ciśnieniu około 0,5-0,8 GPa. Nierzadko procesom ultrametamorficznym towarzyszy aktywna działalność wody oraz innych rozpuszczonych w niej substancji mineralnych (których de facto obecność powoduje obniżenie temperatury topnienia skał). najpowszechniejszym przykładem ultrametamorfizmu jest migmatyzacja oraz jej produkt → migmatyt.